# Brit Swedberg
Brit Elisabet Swedberg, född Österberg 15 december 1933 i Smedjebacken, är en svensk tecknare och journalist.
Brit Swedberg är dotter till representanten Eric Österberg och Kristina Sandberg samt från 1958 gift med regissören Bo Swedberg. Efter studentexamen 1953 var hon inskriven i två terminer vid Göteborgs högskola där hon läste romanska språk och ägnade sig åt studentteater. Hennes konstnärliga intresse medförde att hon studerade konst för Nils Wedel, Knut Irwe och Rudolf Flink vid Slöjdföreningens skola 1954–1958. Hon företog ett flertal studieresor i Europa där hon bedrev självstudier bland annat till England, Frankrike, Italien och Grekland. Hon medverkade i Nationalmuseums utställning Unga tecknare 1957, Tidningstecknare i Göteborg som visades på Galerie Maneten 1965 samt i utställningen med svenska tidningstecknare i Dortmund 1965 och Aachen 1966. 
Swedberg var sedan 1958 anställd som journalist och tecknare vid Göteborgs-Tidningen där hon utförde reportageteckningar, illustrerade noveller samt skrev och illustrerade sagoserien Fräkenfröken. Hennes främsta område var emellertid teater och baletteckningar där hon med några få streck fångade rörelserna på scenen. Som illustratör illustrerade hon bland annat barnboken Tid att minnas och bilder till ett TV-program om barn. Swedberg är representerad vid Teaterhistoriska museet i Göteborg med ett skådespelarporträtt.  